# Гребену (комуна)
Гребену (рум. Grebănu) — комуна у повіті Бузеу в Румунії. До складу комуни входять такі села (дані про населення за 2002 рік):
- Гребену (2180 осіб) — адміністративний центр комуни
- Зеплазь (94 особи)
- Лівада (656 осіб)
- Лівада-Міке (156 осіб)
- Плевна (1406 осіб)
- Хомешть (1039 осіб)

Комуна розташована на відстані 125 км на північний схід від Бухареста, 28 км на північний схід від Бузеу, 82 км на захід від Галаца, 111 км на схід від Брашова.

## Населення
За даними перепису населення 2002 року у комуні проживала 5531 особа.
Національний склад населення комуни:
| Національність   | Кількість осіб | Відсоток |
| ---------------- | -------------- | -------- |
| румуни           | 5444           | 98,4%    |
| цигани           | 85             | 1,5%     |
| угорці           | 1              | < 0,1%   |
| росіяни-липовани | 1              | < 0,1%   |

Рідною мовою назвали:
| Мова      | Кількість осіб | Відсоток |
| --------- | -------------- | -------- |
| румунська | 5516           | 99,7%    |
| циганська | 13             | 0,2%     |
| угорська  | 2              | < 0,1%   |

Склад населення комуни за віросповіданням:
| Релігія       | Кількість осіб | Відсоток |
| ------------- | -------------- | -------- |
| православні   | 5509           | 99,6%    |
| адвентисти    | 14             | 0,3%     |
| римо-католики | 3              | 0,1%     |
| реформати     | 1              | < 0,1%   |